# Gastronomía de Irlanda

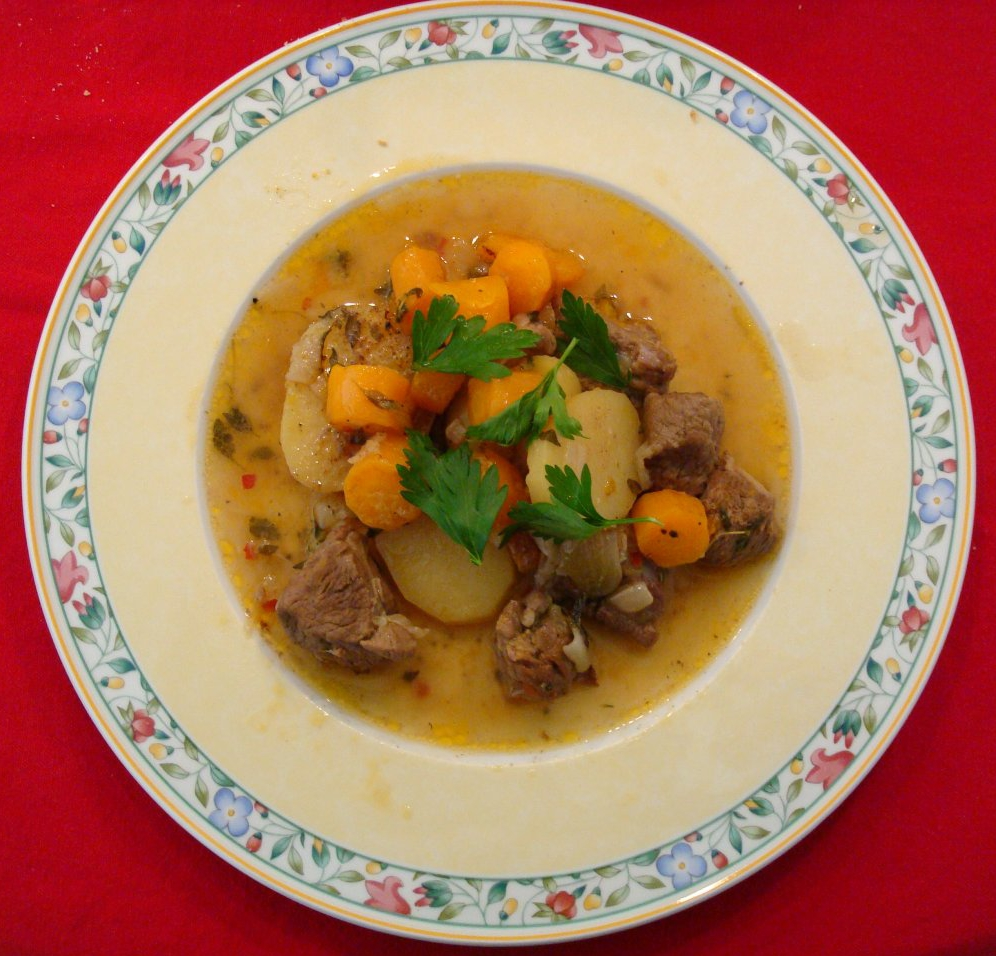
Estofado irlandés

La gastronomía de Irlanda es un estilo de cocina procedente de Irlanda o desarrollada por los irlandeses. Es una derivación de siglos de cambio social y política y la mezcla entre las diferentes culturas en la isla, predominantemente Inglés e irlandés. La cocina está inspirada en los cultivos y animales de crianza en su clima templado. Sin embargo, el desarrollo de la cocina irlandesa se vio afectada negativamente por la conquista de Inglés en el siglo XVII porque esto obligó al empobrecimiento de la masa de las personas a través de despojo de tierras y la organización de la economía alimentaria de Irlanda para proporcionar suministros a Inglaterra y sus fuerzas armadas. Esto también sustituyó a los niveles superiores de la cocina con las normas de inglés. En consecuencia, la patata, después de su adopción generalizada en el siglo XVIII llegó a ser casi el único alimento de los pobres (la gran mayoría de la población) y, como resultado, es a menudo ahora estrechamente asociado con Irlanda. Muchos elementos de la cocina irlandesa se perdieron o fueron abandonados durante este tiempo y en particular de la hambruna hasta mediados del siglo XX, pero ahora están siendo revividas. platos irlandeses modernos representativos incluyen estofado irlandés, el tocino y el repollo, boxty, mimar, y colcannon.
Pueden dividirse en dos categorías principales – tradicional, compuesta principalmente de platos muy simples, y platos modernos, que sin seguir las reglas tradicionales pueden encontrarse en los hoteles, y en las casas de comida y chuches.

## Los ingredientes

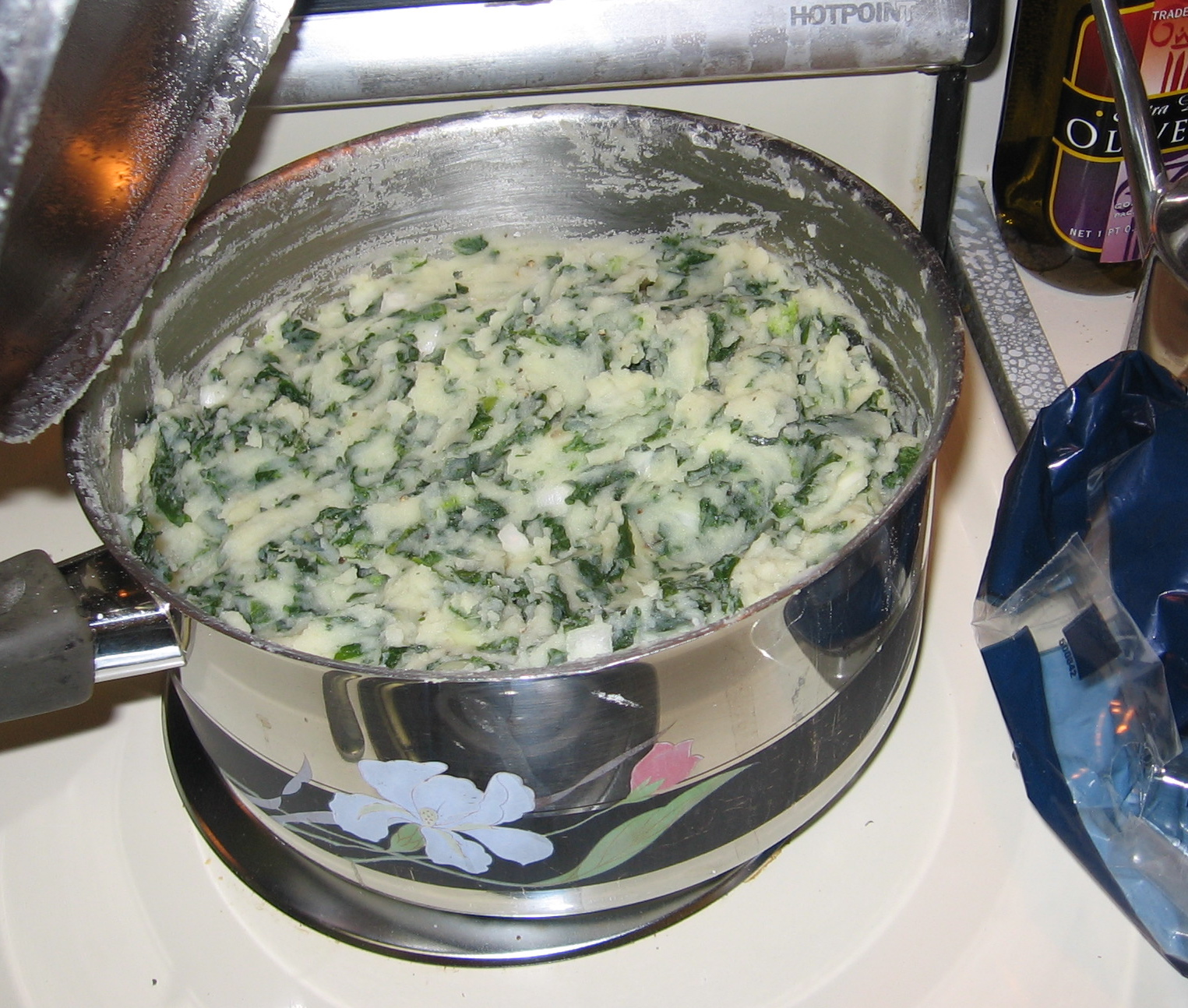
Cocido colcanon irlandés a base de patatas y kale-

El ingrediente principal de la cocina irlandesa es la patata. Un plato representativo es el Colcannon elaborado con patatas y ajo (en su versión más antigua), col o incluso una variante de col verde, (se compara con el bubble and squeak inglés). El Champ que consiste en puré de patatas servidas junto con cebollas picadas

Los pescados más conocidos son el salmón y el Bacalao, en el terreno de los crustáceos se va haciendo cada vez más popular la inclusión de cigalas y ostras (servidas a veces con un vaso de Guinness) en algunos de los platos, sobre todo de los pueblos costeros.

## Platos típicos
Otros ejemplos de platos típicos de la cocina irlandesa son el Irish stew, y también el bacon con col (hervidos juntos). El Boxty es un plato tradicional. En Dublín es muy popular el coddle, que se elabora con salchichas de carne de cerdo cocida. En Irlanda es famoso el desayuno irlandés, que se sirve principalmente con carne de cerdo y puede incluir fried potato farls.

## Bebidas

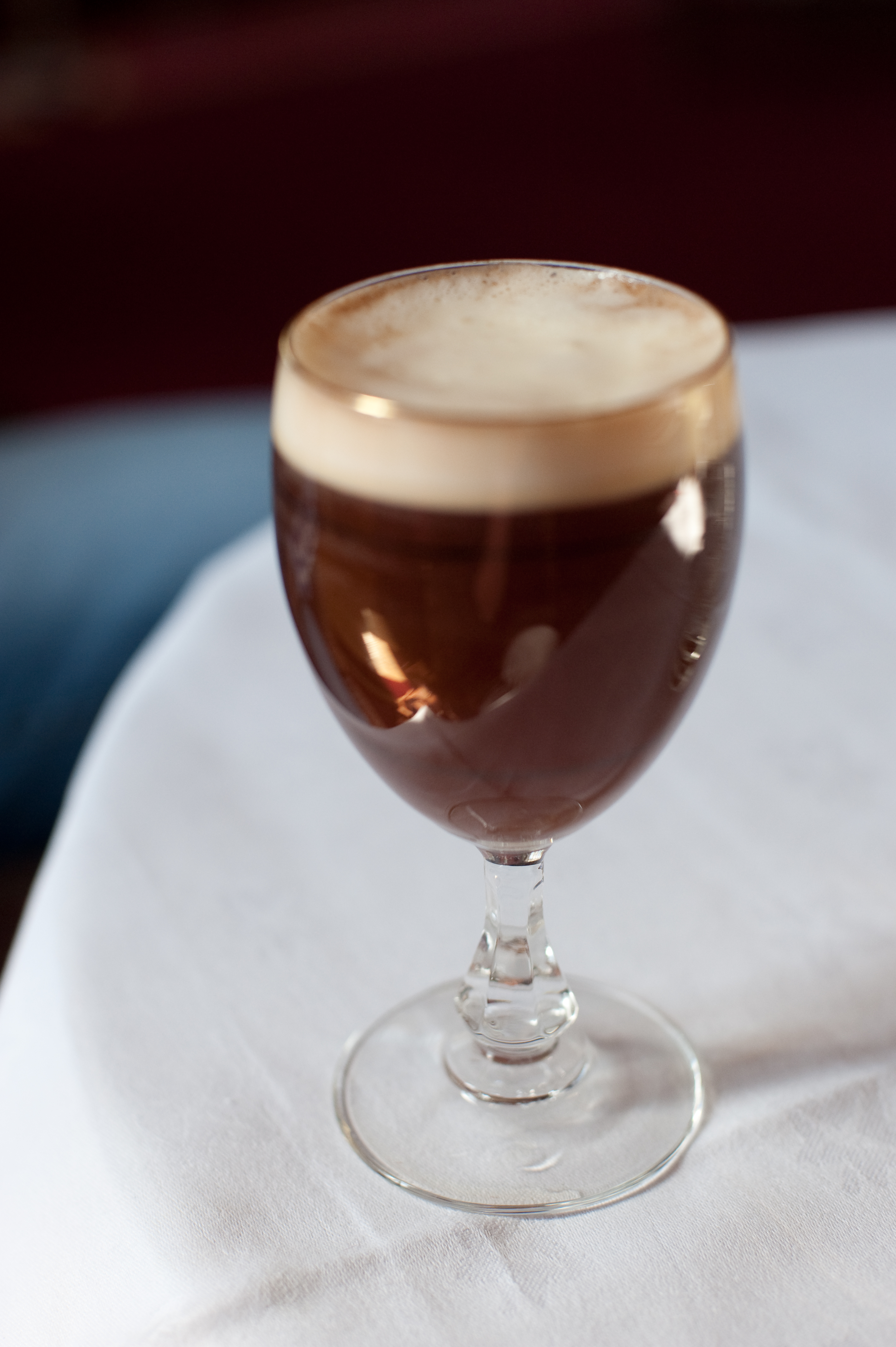
Un café irlandés.

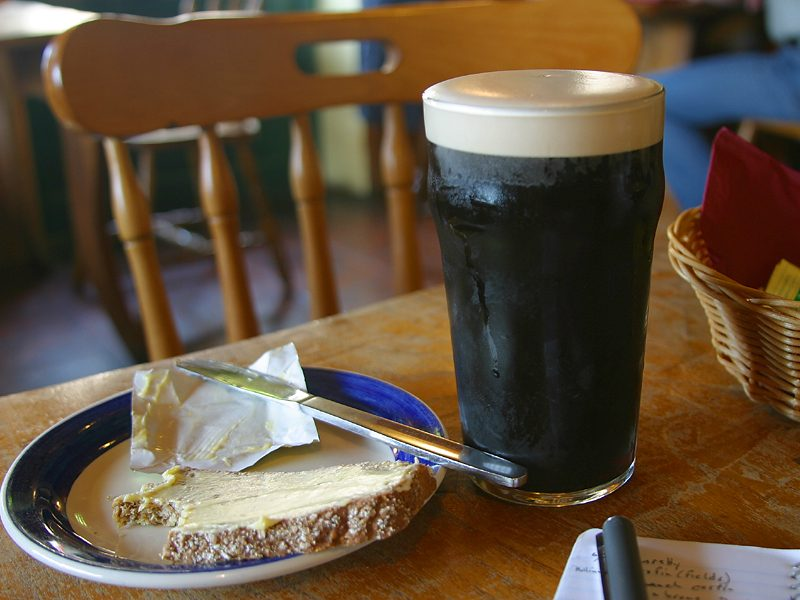
Una pinta de stout y una rebanada de pan de soda y algo de mantequilla untada.

Una de las bebidas más asociadas con Irlanda es la Guinness que se suele servir en los pubs, aunque también es popular la Smithwick's (que en el continente europeo se suele conocer como Kilkenny). Está siempre presente la tradición celta de tomar sidra. El whisky de malta es muy conocido, así como el café irlandés.

## Conceptos erróneos
Existe una creencia generalizada de que la carne en lata (corned beef) y la col pertenece a la categoría de plato irlandés y esto es incorrecto. Sin embargo, se come hoy en día a lo largo de todo el territorio de Irlanda. La carne en lata es una innovación Irlandés-Americana al plato tradicional del tocino con col, donde la carne en lata fue utilizada en el plato como reemplazo del tocino cuando los inmigrantes tenían dificultad de adquirirlo bien sea por la indisponibilidad o por el costo.[cita requerida]